# 東嘉娛樂
東嘉文化傳媒有限公司，简称東嘉娛樂，是由中國內地著名流行創作男歌手歡子（Fandy Su）于2009年带领精英团队成立的一所音樂娛樂公司。總公司位於广州市越秀区中山三路33号中华国际中心（中华广场）B塔4105。关联公司有北京東嘉文化傳媒有限公司、廣州東嘉文化傳播有限公司、香港索吻时代投资集团有限公司以及北京一拍即合文化有限公司。该唱片品牌于2012年被始创人欢子所成立的《索吻时代投资集团》并购成为「索吻时代」旗下独立的唱片公司品牌。東嘉娛樂於香港的公司於2010年12月成立，但已於2016年6月結束營運。

## 以往旗下藝人
| 男藝人 (歌手) | 男藝人 (歌手) | 男藝人 (歌手) |
| ------------- | ------------- | ------------- |
| 欢子          | 陳启泰        | 曾春年        |
| 王子建        | 天浩          | 施文斌        |
| 秀才          | -             | -             |
| 女藝人 (歌手) |               |               |
| 李佳璐        | 陳娟兒        | 丁娜          |
| 岳夏          | 韓小薰        | 唐詩詩        |

## 外部連結
- 官方网站
- 東嘉娛樂的新浪微博